# Барипада
Барипада (ория ବାରିପଦା, bāripadā, англ. Baripada) — город в индийском штате Орисса. Административный центр округа Маюрбхандж. Средняя высота над уровнем моря — 36 метров. По данным всеиндийской переписи 20101 года, в городе проживало 116 874 человека, из которых мужчины составляли 51,80 %, женщины — соответственно 48,20 %. Уровень грамотности взрослого населения составлял 88,02 %. Уровень грамотности среди мужчин составлял 92,45 %, среди женщин — 83,27 %. 9,14 % населения было моложе 6 лет.